# مركز هداسا الطبي
مركز هداسا الطبي (بالعبرية: מרכז רפואי הדסה‏) منظمة طبية تقوم بتشغيل مستشفيين تعليميين في عين كارم وجبل المكبر في القدس، إسرائيل، بالإضافة إلى كليات للطب وطب الأسنان والتمريض وعلم الصيدلة والتي تتبع الجامعة العبرية في القدس. والمهمة المعلنة لهذا المركز هي مد «اليد للكل، بدون النظر إلى الجنس أو الدين أو المجموعة العرقية».
تم تأسيس المستشفى على يد هداسا، المنظمة الصهيونية النسائية الأمريكية، والتي مازالت تستمر في تمويل جزء كبير من ميزانية تلك المستشفى اليوم. يأتي هذا المركز الطبي في المركز السادس بين أكبر المجمعات الطبية في إسرائيل. وفي الحرمين التابعين لمركز هداسا الطبي، يوجد ما إجماليه 1000 سرير و31 غرفة عمليات و9 وحدات عناية مركزة خاصة، بالإضافة إلى تشغيل خمس كليات للمهن الطبية.
في عام 2005، تم ترشيح مركز هداسا للحصول على جائزة نوبل للسلام اعترافًا بدوره في العلاج المتساوي لكل المرضى، بغض النظر عن الاختلافات العرقية أو الدينية، بالإضافة إلى بناء الجسور نحو تحقيق السلام.

## معلومات تاريخية
تم تأسيس منظمة هداسا في عام 1912 في مدينة نيويورك من أجل توفير الرعاية الصحية في القدس التي كانت تابعة للدولة العثمانية. وفي عام 1913، أرسل مركز هداسا ممرضتين إلى فلسطين. وقد قاما بإنشاء محطة صحية عامة صغيرة في القدس من أجل توفير الرعاية للأمهات وعلاج التراخوما، وهو مرض يصيب العين ويستشري في الشرق الأوسط.
في عام 1918، قام مركز هداسا بإنشاء الوحدة الطبية الأمريكية الصهيونية (AZMU)، والتي كانت تضم 45 محترفًا يعملون في مجال الرعاية الصحية. وقد ساعدت الوحدة الطبية الأمريكية الصهيونية على إنشاء ست مستشفيات في فلسطين، وتم تسليمها حينها إلى السلطات المحلية. وفي هذا العام، قام مركز هداسا كذلك بتأسيس مدرسة للتمريض من أجل تعليم الأفراد المحليين وعمل كادر من الممرضات.
في عام 1919، قام مركز هداسا بتنظيم أول قسم للنظافة الشخصية المدرسية في فلسطين من أجل إجراء الفحوصات الطبية الروتينية على أطفال المدارس في القدس. أثناء أعمال الشغب العربية في عام 1920، كانت الممرضات التابعات لهداسا تعتنين بالمصابين من كلا الجانبين. وقد انتقلت هنريتا زولد إلى القدس في هذا العام من أجل تطوير برامج الرعاية الصحية والرعاية الوقائية.
في عام 1921، قامت ممرضة تابعة لمركز هداسا، وهي "بيرثا لاندسمان"، بإعداد أول مركز طبي لرعاية الولادة اسمه تيبات هالاف في القدس، كما افتتح مركز هداسا مستشفى في تل أبيب. وفي العام التالي، قام المركز بتأسيس مستشفى في حيفا. وفي عام 1926، قام مركز هداسا بتأسيس أول مركز لعلاج مرض السل في صفد. وفي عام 1929، افتتح مركز هداسا مركز ناثان ولينا اشتراوس للرعاية الطبية في القدس. وفي الثلاثينيات من القرن العشرين، بدأ التخطيط في إنشاء مستشفى جديدة لتحل محل مستشفى روتشايلد التي تم تأسيسها في عام 1888 في طريق الأنبياء، بالقدس. وقد انتقلت روز إل هالبرين، وهي الرئيس القومي السادس لهداسا، إلى القدس لتقوم بدور الرابط بين المكتب الأمريكي ومركز هداسا في فلسطين. وقد تم افتتاح جامعة روتشايلد - هداسا، وهي أول مستشفى تعليمي ومركز رعاية طبية في فلسطين، في التاسع من مايو، 1939.
وقد امتدحت اللجنة الملكية البريطانية، والتي عرفت باسم لجنة بيل، أعمال هداسا في تقريرها:

## وجهة نظر المعارضين
يرون أن أن هذا المركز كان البوابة الأولى لاختراق المجتمع الفلسطيني.

## هداسا جبل المشارف

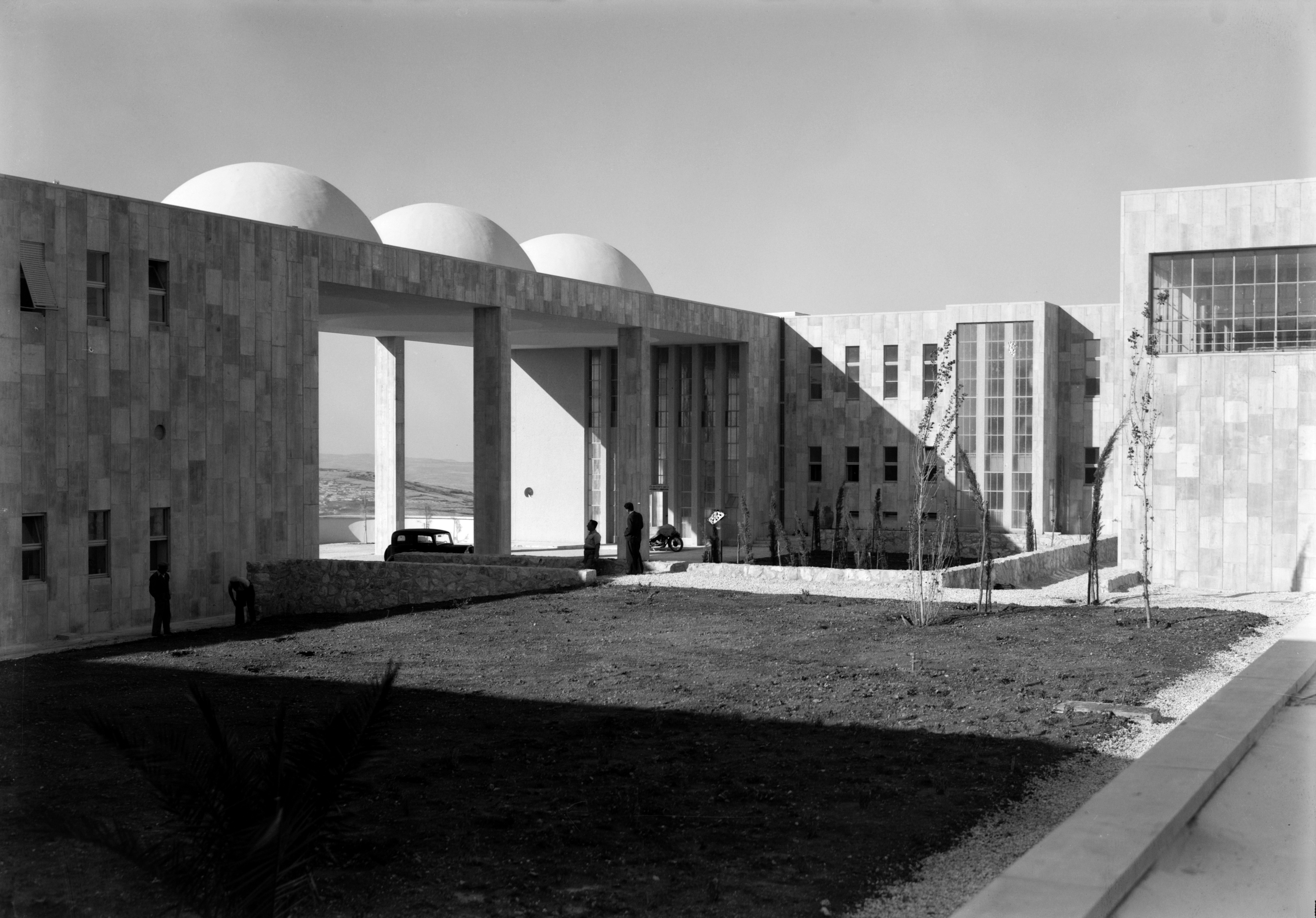
صورة للمشفى في جبل المشارف من الثلاثينيات من القرن العشرين تظهر الفناء والقباب

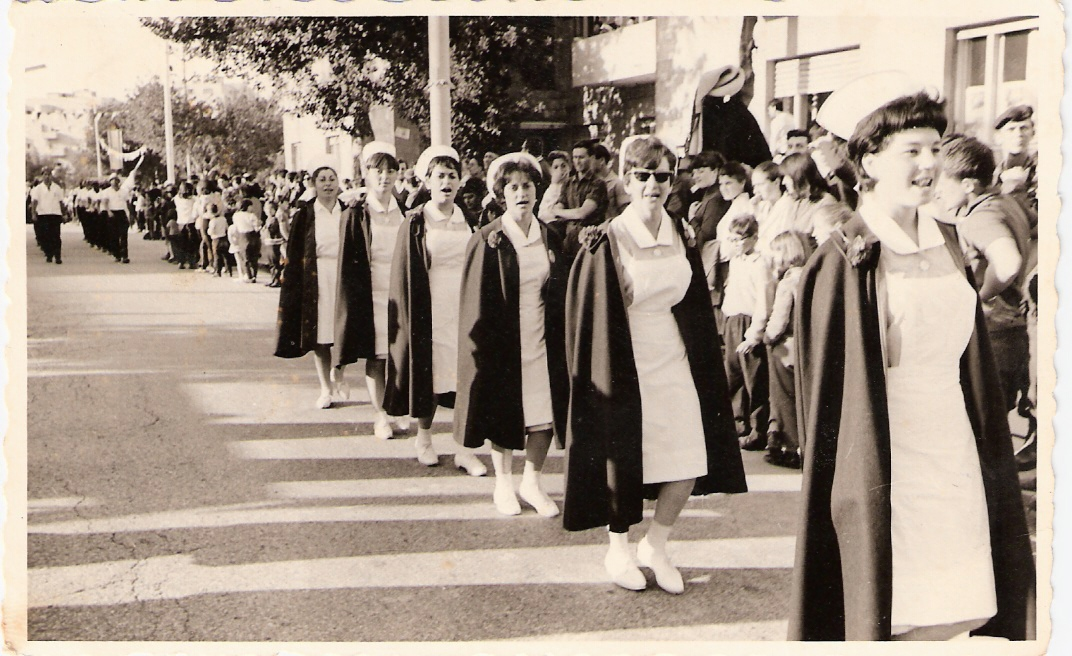
موكب استعراض ممرضات هداسا في القدس، عام 1965

وقد تم وضع حجر الأساس لمستشفى هداسا في جبل المشارف في عام 1934. وبعد خمس سنوات من الإنشاءات، افتتح المجمع، الذي صممه المعماري إيريش مينديلسون، أبوابه في عام 1939.
في مارس من عام 1947، هدد قائد القوات العربية في القدس عبد القادر الحسيني بنسف المستشفى. ولكنه لم يقم بذلك، إلا أنه تم تنفيذ هجمات على حركة المرور الصادرة من المستشفى والواردة إليها. وفي الثالث عشر من أبريل عام 1948، وصلت قافلة مدرعة من الأطباء والممرضات والطلاب الدارسين في مجال الطب وغيرهم من الموظفين إلى المستشفى. وقد تم عمل كمين لتلك المجموعة، وتم قتل 78 فيما اشتهر باسم مذبحة البعثة الطبية لهداسا.

## وصلات خارجية
- الموقع الرسمي